# Marcelo Álvarez

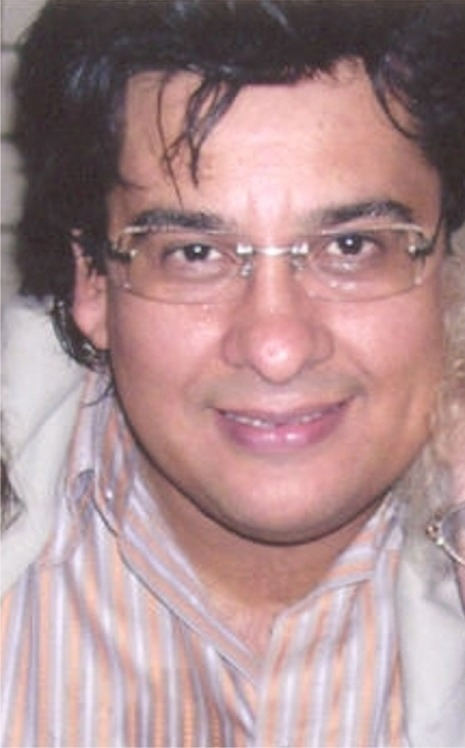
Marcelo Álvarez nach einer Aufführung in der Metropolitan Opera, September 2005

Marcelo Álvarez (* 27. Februar 1962 in Córdoba, Argentinien) ist ein argentinischer Opernsänger (Tenor).

## Leben
Álvarez besuchte als Kind eine Musikschule (Niños Cantores) in Córdoba, wo er auch im Knabenchor sang. Später entschied er sich jedoch für ein Wirtschaftsstudium und arbeitete bis zu seinem 30. Lebensjahr in einer Möbelfabrik. Erst 1992 begann er in Buenos Aires ein dreijähriges Studium zum Opernsänger. Nachdem seine Bemühungen, im Teatro Colón Fuß zu fassen, scheiterten, entschloss sich Marcelo Álvarez, 1995 seinen ganzen Besitz in Argentinien zu verkaufen und nach Italien zu gehen. Er lebt heute mit Frau und Sohn in Tortona bei Mailand.

## Karriere
Kurz nach seiner Ankunft in Italien, 1995, gewann Marcelo Álvarez einen internationalen Gesangswettbewerb in Pavia, worauf die ersten Engagements folgten. Sein erster Auftritt als Elvino in La sonnambula von Bellini am Teatro La Fenice in Venedig 1995 wurde ein großer Erfolg, der Kritiker und bedeutende Opernhäuser auf ihn aufmerksam machte. 1998 debütierte der Sänger u. a. mit Linda di Chamounix an der Mailänder Scala und mit La Traviata an der Metropolitan Opera in New York und der Wiener Staatsoper.
Seit seinem Debüt gastierte Marcelo Álvarez an Häusern wie die MET, La Scala, Covent Garden, Opera de Bastille, Wiener Staatsoper, Opernhaus Zürich und die Bayerische Staatsoper.
2001 und 2002 wurde Marcelo Álvarez mit dem Echo Klassik als Sänger des Jahres ausgezeichnet, 2003 wählten ihn die Leser der italienischen Zeitschrift „l'Opera“ zum besten Tenor des Jahres.

## Diskographie

### Alben
- Marcelo Álvarez - Bel canto (Sony 1998)
- Berlin Gala - mit Freni, Schäfer, Keenlyside (Polygram Records 1999, live vom 31. Dezember 1998)
- Marcelo Álvarez sings Gardel - argentinische Tangos (Sony 2000)
- Marcelo Álvarez - French Arias (Sony 2001)
- Duetto - mit Salvatore Licitra (Sony 2003)
- Manon - mit R. Fleming (Sony 2003, live aus Paris 2003)
- Marcelo Álvarez - The Tenor's Passion (Sony 2004)
- Lucia di Lammermoor - mit M. Devia (La Voce Inc. 2005, live aus Tokyo 2004)
- Festliche Operngala (RCA 2005, live vom 5. November 2005, Berlin)
- The Verdi Tenor (Decca/Universal 2010)

### Konzertmitschnitte auf DVD
- Love & Desire - mit Freni, Schäfer, Keenlyside (TDK 2002, live vom 31. Dezember 1998, Berlin)
- Verdi Gala - mit weiteren namhaften Künstlern (TDK 2002, live vom 11. März 2001, Parma)
- Rigoletto - mit P.Gavanelli, Ch. Schäfer (BBC Opus Arte 2002, live aus London 2001)
- Duetto - mit Salvatore Licitra (Sony 2003, Livekonzert vom 12. Juni 2003, Rom)
- Manon - mit R. Flemming (TDK 2003, live aus Paris 2001)
- La Boheme - mit Ch. Gallardo-Domas (TDK 2004, live aus Mailand 2003)
- Lucia di Lammermoor - mit S. Bonfadelli (TDK 2004, live aus Genua 2003)
- Rigoletto Story - mit R. Servile, I. Mula (Roadhouse 2005, live vom 2. August 2002 aus Siena)
- Lucia di Lammermoor - mit M. Devia, R. Bruson (La Voce Inc. 2005, live aus Tokyo 2004)
- Mariella Devia & Marcelo Álvarez - Recital (La Voce Inc. 2005, live aus Tokyo 2004)
- Werther - mit Elīna Garanča (TDK 2005, live aus Wien 2005)
- 12. Festliche Operngala (United Motion 2005, live vom 5. November 2005, Berlin)
- Rigoletto - mit C. Alvarez, I. Mula (TDK 2006, live aus Barcelona 2004)